# Culdocentese
Culdocentese is een onderzoekstechniek waarbij bij de (vrouwelijke) patiënt een naald door het achterste vaginagewelf wordt gestoken om wat vocht uit de Holte van Douglas (een blind eindigende ruimte tussen de vagina en de endeldarm) af te nemen, doorgaans om meer informatie te verkrijgen over een ziekteproces in de buikholte. 
Het onderzoek wordt meestal toegepast om bloedingen te lokaliseren wanneer een extra-uteriene (buitenbaarmoederlijke) zwangerschap wordt vermoed. Culdocentese wordt meestal zonder narcose uitgevoerd op de spoedopname van een ziekenhuis.